# Sastmola kyrka

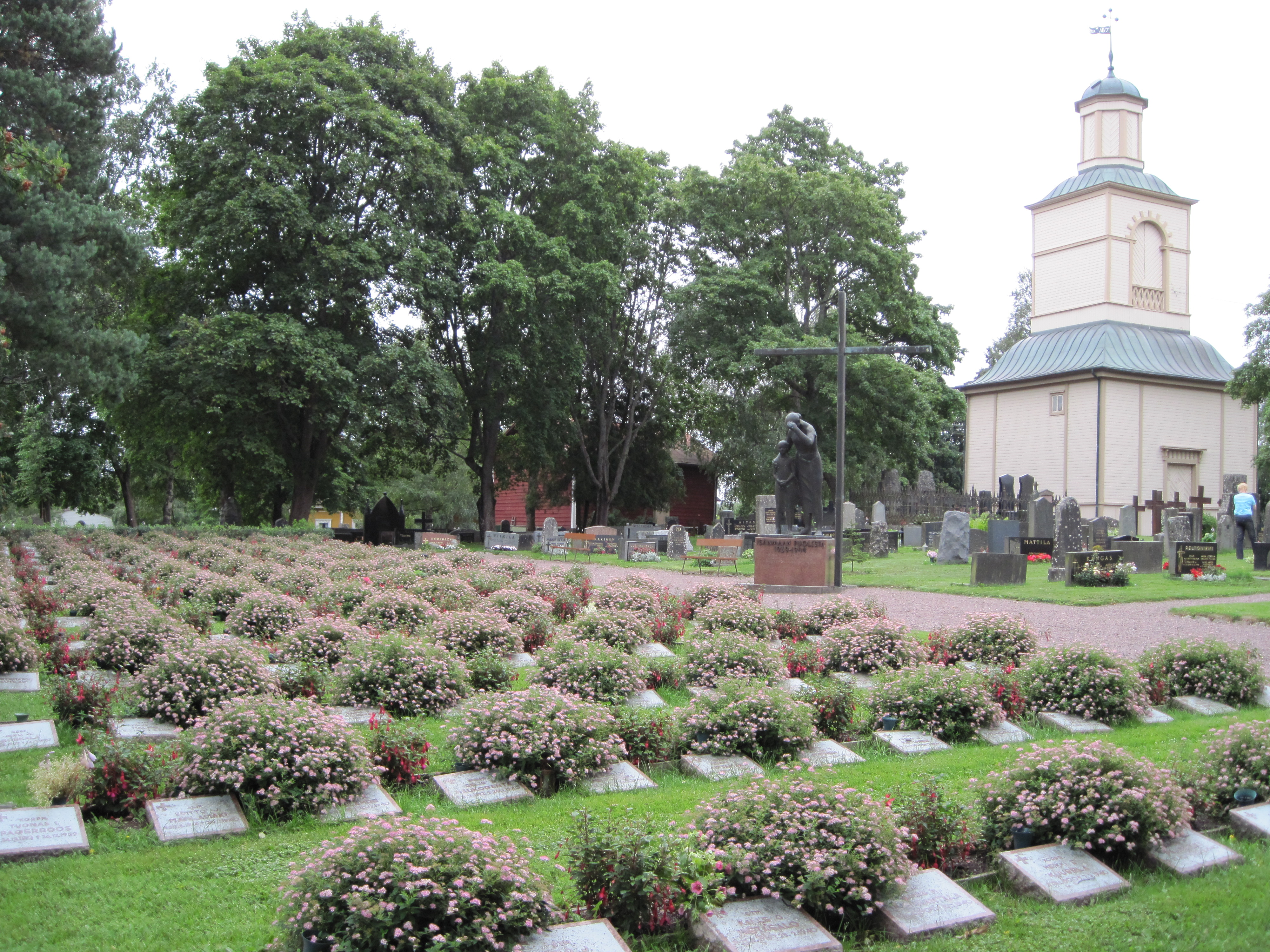
Sastmola kyrkas klockstapel och kyrkogård.

Sastmola kyrka är en kyrkobyggnad i den finländska kommunen Sastmola i landskapet Satakunda.
Den är en av de största träkyrkorna i Finland. Kyrkan rymmer  2400 -2500 personer och är därmed den största kyrkan i trä som används året runt i Norden. 

## Kyrkobyggnaden
Sastmola församling lösgjordes från Ulvsby socken 1639. Under den katolska tiden på 1300 -1400 - talen stod ett litet kapell helgat åt  S:ta Birgitta på samma plats. Två helgonfigurer i trä finns bevarade från kapellet. Den ena föreställer Den heliga Birgitta och den andra Jungfru Maria med Jesusbarnet i famnen.  Den första egentliga kyrkan byggdes  1650–1670 på samma plats. I folkmun fick kyrkan namnet "Fiskarkyrkan"  då man kunde ta sig med båt nästan ända fram till kyrkan. I dag ligger stranden  nästan tre kilometer från kyrkan. 
Den första kyrkan revs då den förföll och blev för liten. Siikais hörde fram till 1771 till Sastmola församling. År 1776 stod en ny kyrka klar. Kyrkan fick namnet Sofia Magdalena efter  Sveriges drottning Sofia Magdalena. Kyrkan visade sig genast vara för liten. Den var också mörk då den saknade tillräckligt med fönster. Den renoverades och byggdes ut flera gånger och blev en korskyrka år 1841. Befolkningen växte och man beslöt bygga en ny kyrka. Den sista gudstjänsten hölls i den gamla kyrkan den 14 april 1898. Redan följande dag började man riva den gamla kyrkan. Gudstjänster hölls på finska och svenska.
Den nya kyrkan finns mitt i den gamla kommunen. Arkitekt var Johan Nordstrand och byggmästare Robert Wettervik från Stockholm. Kyrkan stod färdig 1899 och invigdes samma år den första advent. Den är som sin föregångare en korskyrka i trä. Timret erhöll man ur egen skog och som donationer från bönderna. Kyrkan är 43 meter lång och 36 meter bred. Tornet reser sig 36 meter över havet. Den högsta frihöjden inomhus är 13 meter. Kyrkans torn är försedd med ett tornur åt fyra håll. Kyrkklockorna finns i en separat klockstapel. Färgerna går i vitt och beige. Den stora läktaren som går runt kyrksalen dominerar kyrkorummet.

## Inventarier
Altartavlan har målats år 1878 av åbokonstnären Fredrik Ahlstedt och föreställer Kristi uppståndelse.  Det finns också ett krucifix med den korsfäste Kristus. De fanns båda tidigare i den gamla kyrkan.  Kyrkan har flera kristallkronor.  De övriga kronorna, förutom sex st, kommer också från den gamla kyrkan.

## Orgel
Orgeln finns på läktaren ovanför huvudingången. Orgeln är byggd av Bror Axel Thulé år 1900. Den har 25 stämmor. Thulé har använt använt sällsynta tekniska lösningar i orgeln. Den är stor för sin tid. Trots elektrifieringen 1930 har alla delar som luftpedaler sparats i originalskick. Orgeln är i dag den äldsta i Finland av Thulés orglar som är i spelbart skicka och är väl anpassad till det stora kyrkorummet. 

## Klockstapel
När den första klockstapeln byggdes är okänt. I räkenskapsböckerna från 1707 omnämns en reparation av klockstapeln. Den nuvarande klockstapeln byggdes 1817. Den är 28 meter hög och försedd med en fast vindflöjel. Den är enligt tidens sed inte lös utan pekar alltid i riktning mot Sverige.  Det finns  en bronsklocka från  1793 och två järklockor från  1954. Klockstapeln har ett sk. ryssfönster genom vilket den ryska gränsbevakningen kunde övervaka sjöfarten. 

## Kyrkogården
I hjältegraven bredvid kyrkan finns 216 stupade. Vid gravarna finns Kauko Räikes staty från år 1956 "Sörjande mor och dotter". På kyrkogården finns också ett minnesmärke av granit från händelserna 1918, de rödas minnesmärke från 1946, de bortglömdas minnesmärke 1940. Kyrkogården används numera sällan. Den nuvarande kyrkogården med begravningskapell ligger 3 km från kyrkan. 